# Theerapat Kaewphung
Theerapat Kaewphung (thailändisch ธีรภัทร แก้วผึ่ง; * 26. Dezember 2000) ist ein thailändischer Fußballspieler.

## Karriere
Theerapat Kaewphung erlernte das Fußballspielen in der Jugend des Erstligisten Muangthong United. Seinen ersten Vertrag unterschrieb er im Januar 2022 beim Drittligisten Banbueng FC. Mit dem Verein aus Chonburi spielte er 24-mal in der Eastern Region der Liga. Am Ende der Saison 2022/23 musste er mit dem Verein als Tabellenletzter in die vierte Liga absteigen. Nach dem Abstieg verließ er den Verein und schloss sich im Juli 2023 dem ebenfalls in Chonburi beheimateten Erstligisten Chonburi FC an. Sein Erstligadebüt gab Theerapat Kaewphung am 28. Dezember 2023 (8. Spieltag) im Heimspiel gegen Bangkok United. Bei dem 0:0-Unentschieden wurde er in der 70. Minute für den Südkoreaner Lee Chan-dong eingewechselt. Am Ende der Saison 2023/24 belegte er mit Chonburi den 14. Tabellenplatz und musste somit in die zweite Liga absteigen. Am Ende der Saison 2024/25 feierte er mit Chonburi die Zweitligameisterschaft sowie den Aufstieg in die erste Liga. Nach dem Aufstieg verließ er den Verein und schloss sich im August 2025 dem Zweitligisten Trat FC an.

## Erfolge
Chonburi FC
- Thailändischer Zweitligameister: 2024/25  ▲